# Liceum Sióstr Niepokalanek w Szymanowie
Prywatne Gimnazjum i Liceum Sióstr Niepokalanek – szkoła prywatna na prawach szkoły publicznej mieszcząca się w Szymanowie w województwie mazowieckim.

## Historia
Początek istnienia Liceum datuje się na rok 1907. Zezwolono wtedy na otwarcie placówki szkolno-wychowawczej w Królestwie Polskim. W tym celu 18 września 1907 Maria Ciechanowska kupiła dwupiętrowy pałac Konstantego Lubomirskiego w Szymanowie, w którym zorganizowano klasztor oraz szkołę. Rok później nastąpiło poświęcenie budynku oraz inauguracja roku szkolnego. Początkowo prowadzono gimnazjum, szkołę ludową, ochronkę dla małych dzieci oraz szkołę kroju, szycia i gospodarstwa domowego dla starszych wiejskich dziewcząt. W latach 1910–1914 próbowano likwidować szkołę jako ośrodek polskości. Wśród rozporządzeń Petersburga były między innymi: zakaz używania języka polskiego w wykładach z historii i geografii, uczenia w szkole nauczycielkom, które nie posiadały dyplomów uzyskanych od miejscowych władz oświatowych, nakaz zdjęcia habitów siostrom, które miały obywatelstwo rosyjskie, ograniczenie liczby sióstr przebywających w Szymanowie z 50 do 25, przymusowy wyjazd 12 sióstr, których nazwiska nie były na liście z 1907 roku, zamknięcie ochronki oraz szkoły kroju, zamknięcie kaplicy i zniesienie „trybu klasztornego”, przeniesienie zakładu (szkoły) do Warszawy, by był lepiej strzeżony przez władze bezpieczeństwa i oświatowe.
Okres I wojny światowej
Główny budynek klasztorny zamieniono na szpital dla zakaźnie chorych (epidemia cholery i tyfusu plamistego, chorych było ok. 1500 osób), siostry zostały pielęgniarkami. W 1915 roku po przesunięciu frontu na wschód na nowo rozpoczęto pracę wychowawczą. 
Okres międzywojenny
Pierwsza matura w Szymanowie odbyła się w 1927 roku w istniejącym gimnazjum i liceum na prawach państwowych częściowych (potem na prawach pełnych). 
Przygotowanie do Akcji Katolickiej tzw. PAK,  wizyty św. Ojca Maksymiliana Kolbe (Rycerstwo Niepokalanej), wizyty nuncjuszów papieskich m.in. mgr Achillesa Ratti, mgr Francesco Marmaggi, mgr Filippo Cortesi. 
Okres II wojny światowej
1 września 1939 roku spadły w przypałacowym ogrodzie trzy bomby burząco-palące, pomimo to 15 września rozpoczęto rok szkolny dla 34 uczennic. Trzy dni później „oficjalnie” zamknięto  gimnazjum i liceum. Rozpoczęło się tajne nauczanie. Zaangażowanych było 18 sióstr nauczycielek, siostry studentki i nauczyciele świeccy. Niemcy zgodzili się jedynie na prowadzenie w Szymanowie szkół: krawieckiej, handlowej później rolniczej (około 200 dziewcząt). Odbywały się nadal tajne komplety dla L.O. oraz Wychowawczyń Przedszkoli dla 730 uczniów i uczennic. Od 1939 do 1945 wydano 178 świadectw ukończenia gimnazjum (mała matura) oraz 177 matur licealnych. 
Siostry prowadziły katechizację, chór kościelny, „przechowalnie” dla dzieci, sierociniec, kursy kroju, szpital. Pałac w Szymanowie dawał schronienie 300 osobom z obozu koncentracyjnego w Pruszkowie, ukrywał Żydówki (przebrane za postulantki).
Okres powojenny
W 1945 r. kuratorium Warszawskie wydało zgodę na prowadzenie gimnazjum i liceum. W 1999 roku szkoła przekształciła się w Prywatne Żeńskie Gimnazjum Sióstr Niepokalanek w Szymanowie. W 2002 roku w liceum powstały klasy profilowane. W 2021 szkoła utworzyła po raz pierwszy klasę koedukacyjną.